# Арнебург
Арнебург (нім. Arneburg) — місто в Німеччині, розташоване в землі Саксонія-Ангальт. Входить до складу району Штендаль. Складова частина об'єднання громад Арнебург-Гольдбек.
Площа — 30,72 км2. Населення становить 1461 ос. (станом на 31 грудня 2021).

## Галерея

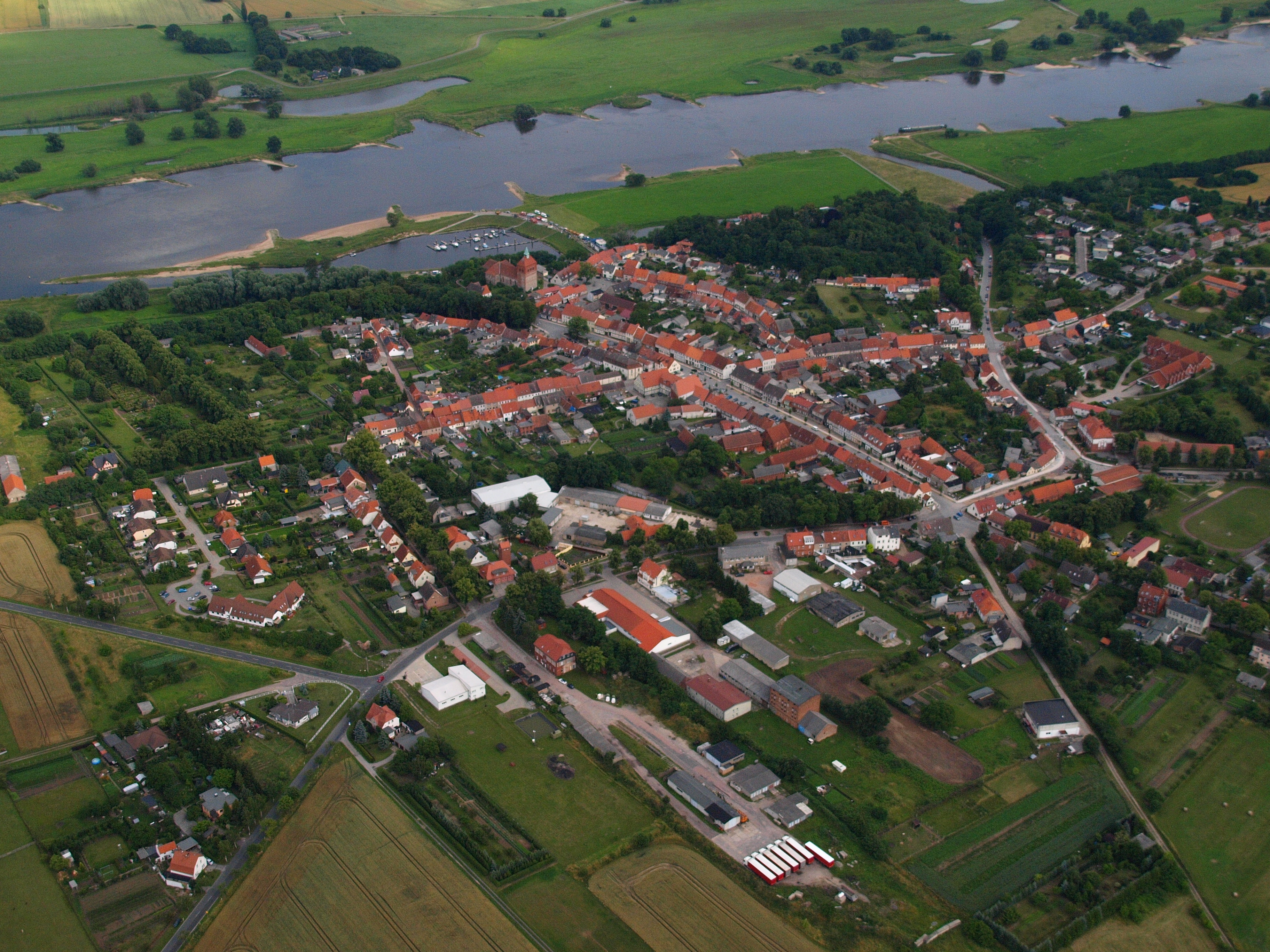
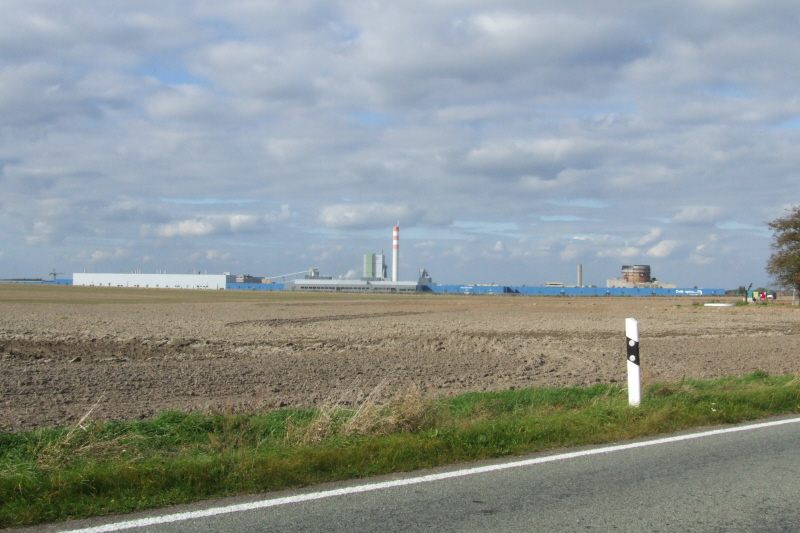
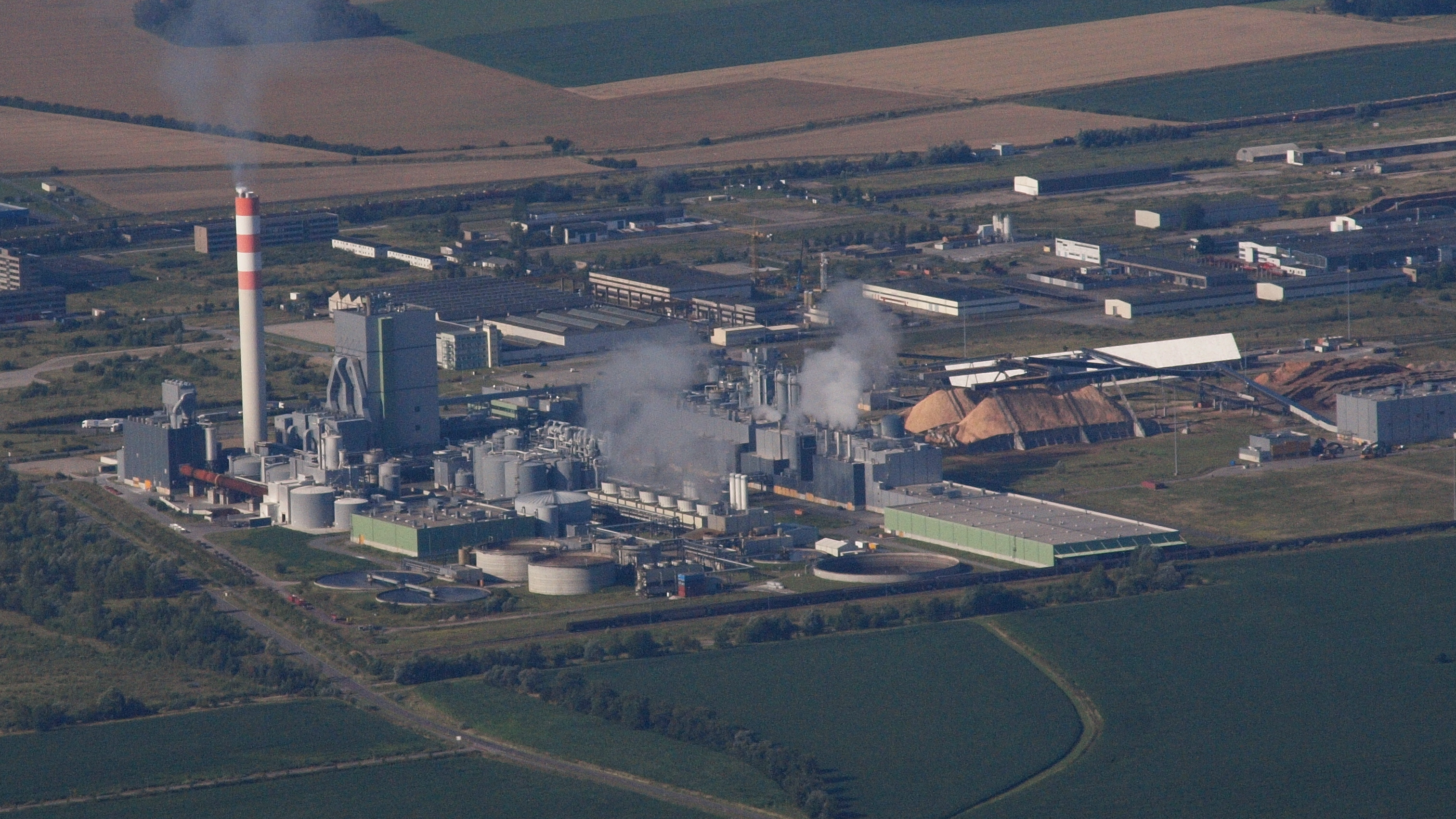
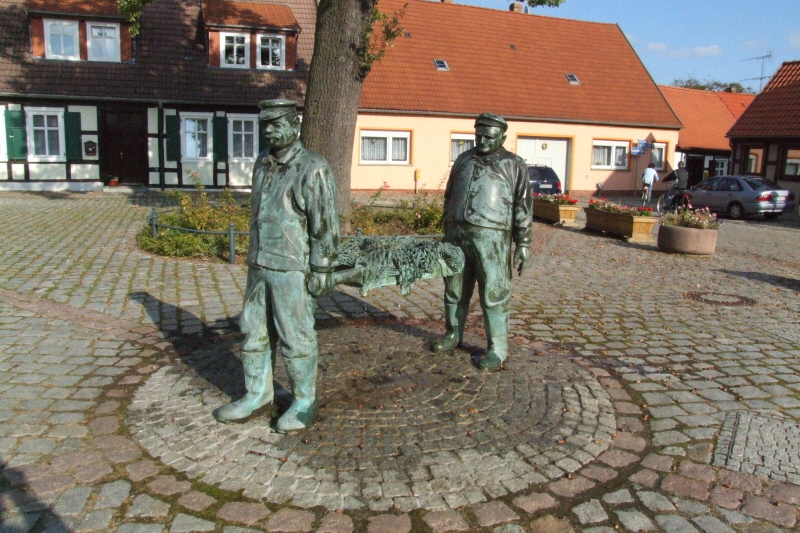
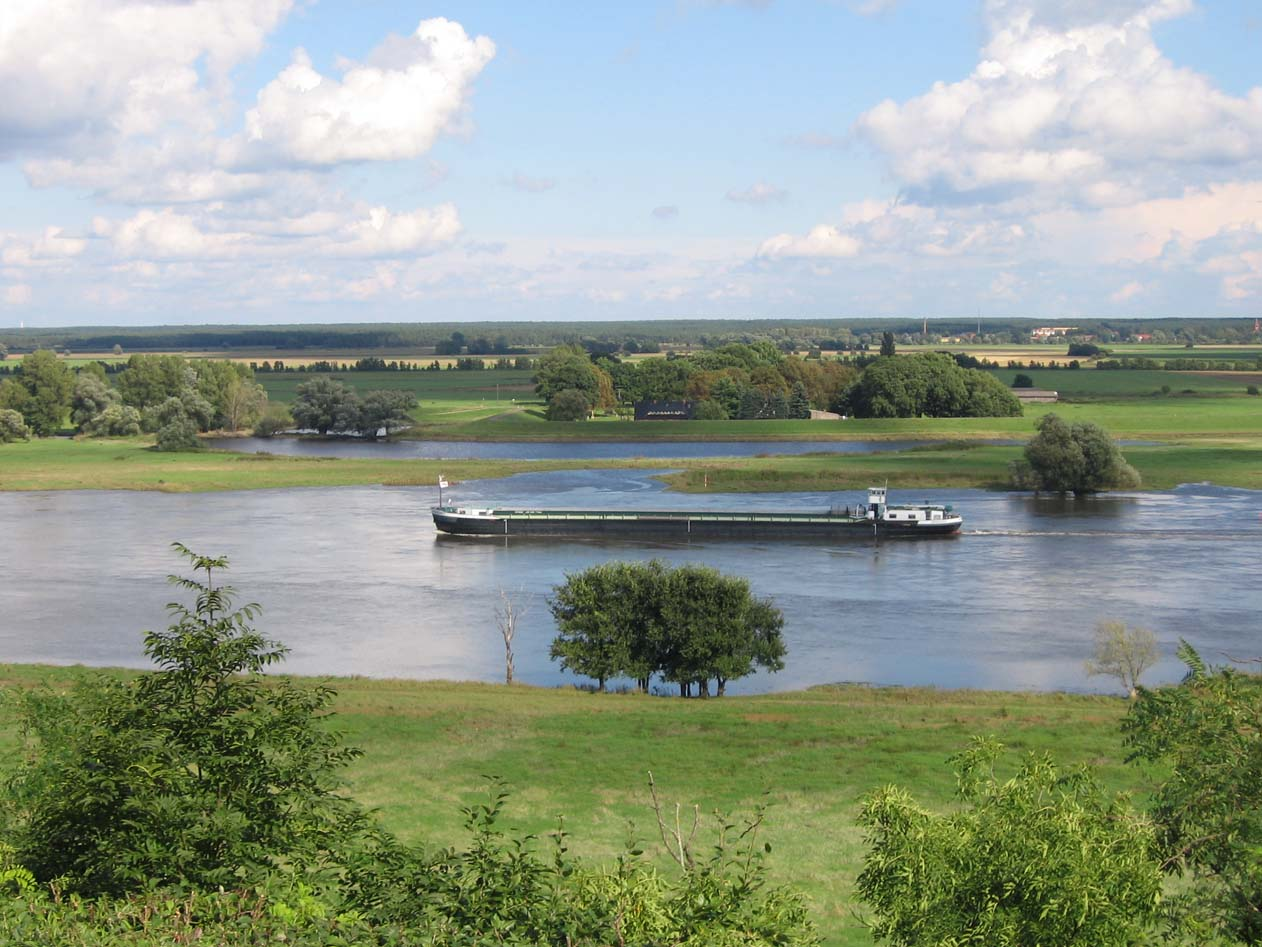